# محمد فهيم دشتي
محمد فهيم دشتي (توفي في 4 أو 5 سبتمبر/أيلول 2021)، هو صحفي وسياسي ومسؤول عسكري أفغاني. في عام 2021 شغل منصب المتحدث باسم جبهة المقاومة الوطنية الأفغانية خلال نزاع بنجشير.

## مقتله
نقلت مصادر لقناة الجزيرة أن فهيم دشتي المتحدث باسم مكتب أحمد مسعود قُتل خلال مواجهات في بنجشير.